# Union syndicale des journalistes CFDT
L'Union fédérale CFDT-Journalistes (CFDT-Journalistes), est la troisième organisation syndicale française de journalistes presque à égalité - selon les dernières mesures de représentativité - avec la CGT. Affiliée à la Confédération française démocratique du travail via la Fédération communication conseil culture CFDT (F3C-CFDT), elle est membre de la Fédération européenne des journalistes et de la Fédération internationale des journalistes. Elle est dénommée ainsi depuis un changement de statuts intervenu en décembre 2020 et s'appelait auparavant USJ-CFDT (Union syndicale des journalistes CFDT).
En décembre 2020 la dernière assemblée générale de CFDT-Journalistes a élu un nouveau conseil national de 20 membres. Son secrétaire général est Laurent Villette, journaliste à Publihebdos.
En mars 2017, la précédente assemblée générale de CFDT-Journalistes avait élu le secrétaire général Frédéric Marion-Garcia, journaliste à Plurimedia, agence de presse du groupe Lagardère et pigiste au service des sports des Dernières Nouvelles d'Alsace.

## Histoire
L'Union fédérale CFDT-Journalistes est l'héritière du Syndicat des journalistes français (SJF), né en 1886, deux ans après loi Waldeck-Rousseau, qui légalise les syndicats. Le SJF contribue à la fondation en 1919 de la Confédération française des travailleurs chrétiens (CFTC). Dans les années 1920, il compte parmi ses adhérents Hubert Beuve-Méry, futur directeur du quotidien Le Monde. Il a eu aussi comme leader Henri Poumerol, militant du MRP, qui apporte son soutien au Syndicat des Journalistes de Radio et de Télévision fondé par Joseph Pasteur lors de la Grève à la Radiodiffusion-télévision française d'octobre 1962, pour le respect des règles de la déontologie.
Dans les années 1960, le SJF est mené par Paul Parisot, un journaliste de Franc-Tireur passé au France-Soir de Pierre Lazareff, qui combat Robert Hersant avec la société des rédacteurs du journal. Paul Parisot obtient la création de l’Union nationale des syndicats de journalistes (UNSJ) en 1966, puis rédige en 1971 la  déclaration des droits et des devoirs des journalistes, dite Charte de Munich, signée par tous les autres syndicats de journalistes en Europe. Le SJF a aussi été porté par Félix Lacambre, ex-président de l’Action catholique ouvrière (ACO) et chef du service des informations religieuses de La Croix, qui intègre le bureau national de la confédération CFDT et contribue à créer la FTILAC. En 1982, avec 2 600 adhérents et 28,7 % des voix aux élections aux élections à la commission de la carte de presse en France, le Syndicat des journalistes français-CFDT était le deuxième syndicat de journaliste, presque au même niveau que le SNJ.

## Présentation
En juin 2009, ce syndicat a rassemblé 13 % des voix aux élections à la commission de la carte de presse en France. Signataire de la Convention collective nationale de travail des journalistes, il défend le Statut de journaliste professionnel. En 2015, CFDT-Journalistes réunit 16,5 % des voix et enlève pour la première fois une région, L'Alsace, avec l'élection de Frédéric Marion-Garcia avec 39 % des voix. En 2018, CFDT-Journalistes fait un nouveau bond de 3 points aux élections (19,51 %).
Les syndicats composant la Fédération communication conseil culture CFDT et qui comptent parmi leurs adhérents des journalistes délèguent la représentation de leurs intérêts professionnels spécifiques à l'Union fédérale CFDT-Journalistes. , prévoit l'article 3 des statuts de l'Union fédérale CFDT-Journalistes. 
La CFDT-Journalistes défend dans les rédactions la Charte de Munich, rédigée en 1971 par Paul Parisot sur des principes internationaux de déontologie, aussi appelée « Déclaration des devoirs et des droits des journalistes ». 
L'USJ-CFDT a par ailleurs signé fin 2008, en compagnie de la CFTC et de la CGC, avec les syndicats d'employeurs dans les médias un protocole d'étape qui a pour effet immédiat la mise sur pied d'un budget de formation spécifiquement attribué aux journalistes pigistes de presse écrite, géré par l'OPCA Médiafor. La collecte s'élevait en juin 2009 à environ 1,5 million d'euros. Jusque-là, les pigistes n'avaient aucun droit à la formation.
La CFDT-Journalistes siège au Conseil d'administration de la Maison des lanceurs d'alerte aux côtés du Syndicat national des journalistes.

## Actions
L'Union fédérale CFDT-Journalistes intervient dans les entreprises pour faire respecter les salaires et les conditions de travail des journalistes, en tentant de coordonner les actions entre l'écrit et l'audiovisuel, pour défendre l'éthique globale de la profession, comme en 2007-2008, lorsqu'elle constate que pas moins de 28 rédactions ont fait grève en seulement neuf mois. Elle défend le droit d'enquêter et la liberté de la presse contre les pressions d'où qu'elles viennent, mais aussi les conditions matérielles permettant de produire une information de qualité. Attaché au pluralisme de la presse écrite régionale, elle est plusieurs fois intervenue pour défendre les droits d'auteur, en particulier au sein du Groupe EBRA (Est Bourgogne Rhône Alpes), pour exiger des négociations, par le biais de la Commission des droits d'auteur des journalistes.
Membre fondatrice de Reporters sans frontières et de l'intersyndicale nationale des journalistes, avec le SNJ, le SNJ-CGT, FO et la CFTC, l'USJ-CFDT a rédigé avec eux, à l'automne 2007, la pétition nationale pour l'indépendance des rédactions. Cette pétition s'inscrit dans un contexte global de recherche de médias plus fiables et plus pluralistes, réclamés par des associations et des personnalités de la société civile. L'USJ-CFDT a en particulier appelé toutes les rédactions à "soutenir le combat" des journalistes des quotidiens économiques Les Échos et La Tribune, en 2007, lorsque LVMH a vendu la seconde pour racheter le premier.
Avec d'autres syndicats de l'Agence France-Presse, elle considère que depuis 2000, plusieurs actions politiques visent à remettre en cause l'indépendance de l'AFP . À cet égard elle soutient la pétition SOS AFP. Cette pétition est le fruit du travail commun des six syndicats qui ont recueilli 100 % des voix aux élections professionnelles d'avril 2009 chez les journalistes de l'AFP, avec une participation de 63,7 % des électeurs inscrits, en hausse de 8 points, la CFDT progressant elle-même de 34 % chez les journalistes, en gagnant une quarantaine de voix par rapport à 2007.
En juillet 2010, lors des attaques de plusieurs ministres contre le site d'information en ligne Médiapart, l'USJ-CFDT a défendu le droit à l'enquête et l'investigation, dans une tribune libre publiée par le quotidien Libération. L'USJ a demandé peu après une commission d'enquête indépendante lors des vols d'ordinateurs dans plusieurs médias (Le Monde, Le Point, Mediapart) . Très attachée à la protection des sources d'information des journalistes, elle avait pris la tête de la contestation de la loi de 2010, dite “Loi Dati”, dès son élaboration en 2008, par des interventions auprès des députés, des sénateurs et de l'opinion publique. Jugée inadapté, ce projet de loi a finalement suscité aussi l'opposition des grandes signatures du journalisme d'investigation, de tous les syndicats et de toutes les associations de journalistes. L'USJ est cosignataire d'une lettre ouverte au président de la République, attirant son attention sur les problèmes de qualité de l'information.

## Cogestion de la profession
L'USJ a des représentants qui siègent aux conseils pédagogiques, ou d'administration, des quatorze écoles de journalisme reconnues et dans les cinq grandes commissions qui travaillent à la cogestion de la profession de journaliste, en vertu du paritarisme, des lois spécifiques à la profession (Loi Brachard, Loi Cressard), et de la Convention collective nationale de travail des journalistes: 
- la Commission de la carte d'identité des journalistes professionnels
- la Commission arbitrale
- la Commission des droits d'auteur des journalistes
- la Commission paritaire des journalistes rémunérés à la pige
- la Commission paritaire nationale de l'emploi des journalistes.
- la Commission paritaire de l'emploi et de la formation audiovisuelle

L'USJ-CFDT a été invitée à participer à deux des quatre groupes de travail des États généraux de la presse écrite, et y a contribué pendant l'essentiel de leur durée, avant de s'en retirer pour protester contre les mauvais traitements infligés à un journaliste de Libération.

## Revendications
Lors de son congrès de mai 2009, l'USJ a décidé que sa revendication prioritaire sera l'obtention d'un salaire minimal pour tous les journalistes pigistes, tel qu'il en existe  un pour  la branche de la presse quotidienne nationale et la branche de la presse magazine d'opinion. Les trois branches qui emploient le plus de journalistes pigistes, la presse magazine d'information, la presse spécialisée et les agences de presse n'ont pas de salaire minimal : le prix du feuillet ou de la photo varie en fonction du bon vouloir de l'employeur, facilitant le dumping social.